# Соглашение «Осло I»
Соглашения «Осло I» или «Осло I», официально называемое Декларацией принципов о временных мерах по самоуправлению или Соглашения о принципах — двухстороннее соглашение, подписанное между Израилем и Организацией освобождения Палестины в 1993 году в городе Осло в Норвегии, в попытке создать рамки, которые привели бы к разрешению продолжающегося израильско-палестинского конфликта. Это было первое соглашение лицом к лицу между правительством Израиля и Организацией освобождения Палестины (ООП).

## Переговоры и подписание
Переговоры по соглашению, являющемуся результатом Мадридской конференции 1991 года, проводились тайно в Осло, Норвегия и завершились 20 августа 1993 года; впоследствии Соглашения «Осло» были официально подписаны на публичной церемонии в Вашингтоне, округ Колумбия, 13 сентября 1993 года в присутствие председателя ООП Ясира Арафата, премьер-министра Израиля Ицхака Рабина и президента США Билла Клинтона. Сами документы были подписаны Махмудом Аббасом от ООП, министром иностранных дел Израиля Шимоном Пересом, госсекретарем США Уорреном Кристофером от Соединенных Штатов и министром иностранных дел России Андреем Козыревым.
В августе 1993 года делегации достигли соглашения, которое было тайно подписано Шимоном Пересом во время визита в Осло. В письмах о взаимном признании ООП признала Государство Израиль и обязалась отвергать насилие, а Израиль признал ООП представителем палестинского народа и партнером по переговорам. Ясиру Арафату было разрешено вернуться на территорию будущего палестинского государства.
В 1995 году за соглашением «Осло I» последовало Соглашение «Осло II».

## Суть соглашения
Соглашение предусматривало создание палестинского временного органа самоуправления - Палестинской национальной администрации (ПНА). Палестинская национальная администрация должна нести ответственность за управление территорией, находящейся под ее контролем. Соглашения также предусматривали вывод Армии обороны Израиля из некоторых районов сектора Газа и Западного берега реки Иордан.
Предполагалось, что эта договоренность будет действовать в течение пятилетнего промежуточного периода, в течение которого будут проведены дальнейшие переговоры по постоянному соглашению (которые должны были начаться не позднее мая 1996 года). Остающиеся вопросы, такие как политический статус Иерусалима, проблема палестинских беженцев, израильские поселения, безопасность и границы, будут частью «переговоров о постоянном статусе» в течение этого периода.